# كلية برين ماور

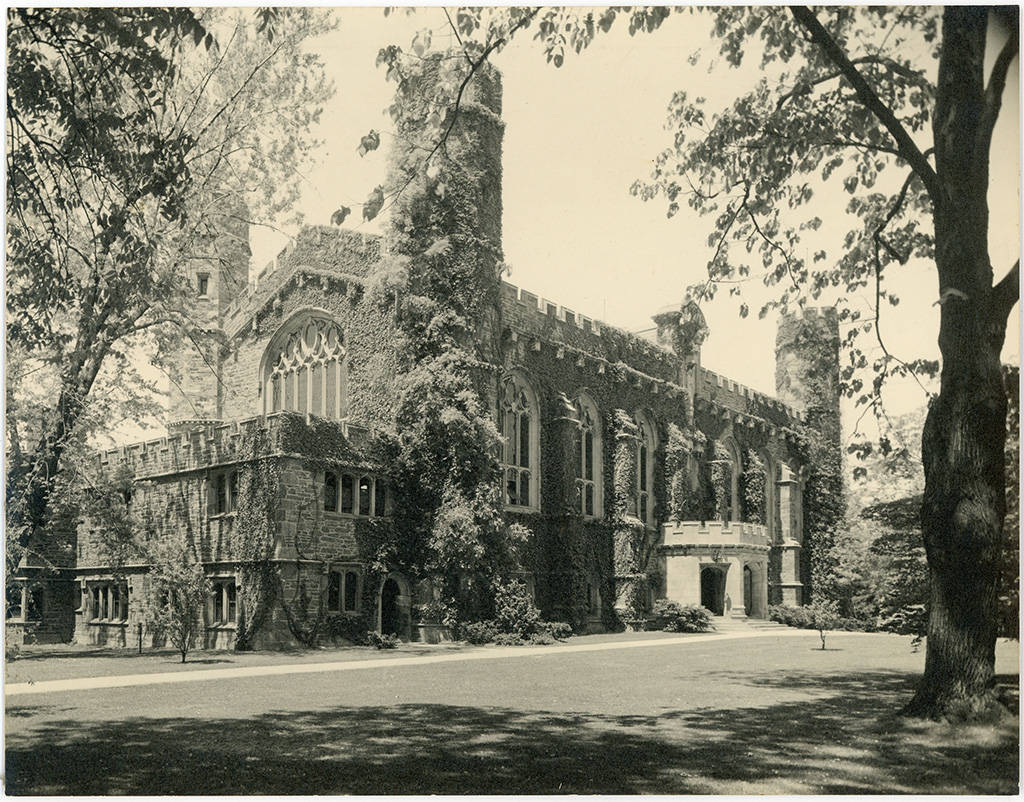

كلية برين ماور كلية الفنون الحرة النسائية في برين ماور، مجتمع برين ماور تقع في بلدة ميريون السفلى في ولاية بنسلفانيا الأميركية على بعد أربعة أميال (6.4 كم) غرب فيلادلفيا.عبارة برين ماور تعني «تلة كبيرة» في ويلز.
برين ماور هي واحدة من سلسلة سبع كليات، وجزء من كليات كونسورتيوم الثلاثة جنبا إلى جنب مع اثنتين من الكليات الأخرى التي أسسها الكويكرز-كلية سوارثمور وكلية هارفرد. الكلية حققت التحاق حوالي 1300 طالب جامعي و 450 طالب دراسات عليا.